# 紅旗営駅
紅旗営駅（こうきえいえき）とは、中華人民共和国黒竜江省チチハル市昂昂渓区に位置する浜洲線の駅。

## 歴史
- 1900年　開業。

## 隣の駅
中華人民共和国鉄道部
浜洲線
煙筒屯駅 - 紅旗営駅 - 三間房駅
座標: 北緯47度06分52秒 東経123度54分25秒 / 北緯47.1144度 東経123.9069度